# Émile Lejeune (futbolista)
Émile Lejeune (Dalhem, Bélgica; 17 de febrero de 1938 – 28 de diciembre de 2024) fue un futbolista belga que jugó en la posición de defensa.

## Carrera

### Club
Jugó toda su carrera con el RFC Lieja de 1959 a 1970, equipo con el que fue subcampeón nacional en 1961 y con el que jugó 276 partidos.

### Selección nacional
Jugó para Bélgica en 10 ocasiones de 1960 a 1964.